# Marco Tulio
Marco Tulio (nacido el 28 de febrero de 1981) es un exfutbolista brasileño que se desempeñaba como centrocampista.
Jugó para clubes como el Cruzeiro, Albirex Niigata, Paulista, Jorge Wilstermann, Bragantino, Debreceni, Kazma SC, Atlético Mineiro, Ethnikos Piraeus, PFC Lokomotiv Mezdra, PFC Turan Tovuz, Terengganu FA, Tarxien Rainbows, Perak FA y Sabah FA.

## Trayectoria

### Clubes
| Club                 | País       | Año         |
| -------------------- | ---------- | ----------- |
| Cruzeiro             | Brasil     | 1996 - 1999 |
| Albirex Niigata      | Japón      | 2000        |
| Paulista             | Brasil     | 2002 - 2004 |
| Atlético Sorocaba    | Brasil     | 2004 - 2005 |
| Jorge Wilstermann    | Bolivia    | 2005 - 2006 |
| Bragantino           | Brasil     | 2006        |
| Debreceni            | Hungría    | 2006 - 2007 |
| Kazma SC             | Kuwait     | 2007 - 2008 |
| Atlético Mineiro     | Brasil     | 2008        |
| Ethnikos Piraeus     | Grecia     | 2008 - 2009 |
| PFC Lokomotiv Mezdra | Bulgaria   | 2009 - 2010 |
| Uberlândia           | Brasil     | 2010        |
| PFC Turan Tovuz      | Azerbaiyán | 2010 - 2011 |
| Terengganu FA        | Malasia    | 2012        |
| Tarxien Rainbows     | Malta      | 2013        |
| Perak FA             | Malasia    | 2014 - 2015 |
| Sabah FA             | Malasia    | 2016        |